# Isanthrene porphyria
Isanthrene porphyria là một loài bướm đêm thuộc phân họ Arctiinae, họ Erebidae.